# Filaret Iljitsch Galtschew
Filaret Iljitsch Galtschew (russisch Филарет Ильич Гальчев; * 26. Mai 1963 in Tarson, Georgische SSR) ist ein russischer Unternehmer.

## Leben
Galtschew gründete und leitete bis 2023 den größten Zementhersteller in Russland, das russische Unternehmen Eurocement (seit 2023 Cemros). Galtschew ist nach Angaben des US-amerikanischen Forbes Magazine einer der reichsten Russen und wurde in The World’s Billionaires 2012 gelistet. Er ist verheiratet und hat zwei Kinder.
Seit 2023 ist er Doktor der Wirtschaftswissenschaften, Professor an der Technischen Universität Moskau „MISiS“ (Национальный исследовательский технологический университет «МИСиС»).